# Громадзиці (Лодзинське воєводство)
Громадзиці (пол. Gromadzice) — село в Польщі, у гміні Чарножили Велюнського повіту Лодзинського воєводства.
Населення — 331 особа (2011).
У 1975-1998 роках село належало до Серадзького воєводства.

## Демографія
Демографічна структура станом на 31 березня 2011 року:
|          | Загалом | Допрацездатний вік | Працездатний вік | Постпрацездатний вік |
| -------- | ------- | ------------------ | ---------------- | -------------------- |
| Чоловіки | 179     | 42                 | 118              | 19                   |
| Жінки    | 152     | 31                 | 80               | 41                   |
| Разом    | 331     | 73                 | 198              | 60                   |